# Yushi Soda
Yushi Soda (Hokkaido, 5 juli 1978) is een voormalig Japans voetballer.

## Carrière
Yushi Soda speelde tussen 2001 en 2009 voor Consadole Sapporo.